# مطار تشانغيه قانتشو
مطار تشانغيه قانتشو (بالصينية: 张掖甘州机场) (إياتا: YZY) مطار عسكري/عام يقع بمدينة زهانغي في قانسو في الصين. يبلغ طول المدرج 3000 م. بدأ البناء في مايو 2010 لتحويل القاعدة الجوية إلى مطار مزدوج الاستخدام، بتكلفة تقدر بـ 313 مليون يوان. افتتح المطار في 1 نوفمبر 2011.

## شركات الطيران والوجهات
| شركـات طيـران         | الوجهات                                                            |
| --------------------- | ------------------------------------------------------------------ |
| 9 Air                 | مطار قوانغتشو باييون الدولي، مطار ووهان الدولي                     |
| Chengdu Airlines      | مطار تشنغدو شوانغليو الدولي، مطار لانتشو تشونغ تشوان               |
| خطوط شرق الصين الجوية | مطار ووهان الدولي، مطار شيان شيانيانغ الدولي، مطار ينتشوان خه دونغ |
| China United Airlines | مطار بكين داشينغ الدولي                                            |
| خطوط جونياو الجوية    | مطار لانتشو تشونغ تشوان، مطار شانغهاي بودنغ الدولي                 |
| طيران لونج            | مطار دونهوانغ، مطار لانتشو تشونغ تشوان                             |
| سبرينغ (شركة طيران)   | مطار لانتشو تشونغ تشوان                                            |

## وصلات خارجية
- http://www.flightstats.com/go/Airport/airportDetails.do?airportCode=YZY